# A Prize of Gold
A Prize of Gold es una película británica de atracos producida por Warwick Films dirigida en 1955 por Mark Robson y parcialmente rodada en Berlín Oeste. Fotografiada en Technicolor, la película está protagonizada por Richard Widmark como un sargento principal de la policía militar de la Fuerza Aérea de los Estados Unidos al que el amor y la compasión impulsan a cometer un delito. Está basada en la novela de 1953 de Max Catto.

## Trama
Poco después del final de la Segunda Guerra Mundial el sargento principal Joe Lawrence (Richard Widmark es enviado a Berlín, donde se enamora de una refugiada llamada Maria (Mai Zetterling).
Maria está intentando conseguir dinero suficiente para trasladar a un grupo de huérfanos alemanes a Sudamérica, donde podrán empezar una nueva vida. Joe quiere ayudarla y con sus compañeros británicos de la policía militar, el sargento Roger Morris (George Cole) y el expiloto de la RAF Brian Hammell Nigel Patrick, planea un robo audaz. Unos lingotes de oro están siendo transferidos de Inglaterra a Alemania por medio del transporte militar, y el trío intenta atacar al avión.
Mientras el robo iba casi como lo habían planeado, los tres participantes empiezan a tener segundas ideas sobre qué hacer con los mal adquiridos bienes.

## Reparto
| Actor           | Personaje             |
| --------------- | --------------------- |
| Richard Widmark | Sargento Joe Lawrence |
| Mai Zetterling  | Maria                 |
| Nigel Patrick   | Brian Hammell         |
| George Cole     | Sargento Roger Morris |
| Donald Wolfit   | Alfie Stratton        |
| Joseph Tomelty  | Tío Dan Watson        |
| Andrew Ray      | Conrad                |
| Karel Stepanek  | Doctor Zachmann       |
| Robert Ayres    | Tex                   |
| Eric Pohlmann   | Fischer               |
| Olive Sloane    | Mavis                 |
| Alan Gifford    | Alcalde Bracken       |
| Ivan Craig      | Alcalde británico     |
| Harry Towb      | Benny                 |

## Producción
El rodaje en interiores se llevó a cabo en los Estudios Shepperton.